# Cosmo 2000 - Battaglie negli spazi stellari
Cosmo 2000 - Battaglie negli spazi stellari è un film fantascientifico del 1978 diretto da Alfonso Brescia. Il film è riportato anche con il solo sottotitolo Battaglie negli spazi stellari.

## Trama
XXI secolo, base spaziale Altair. Un'astronave aliena, dopo aver distrutto un veicolo spaziale terrestre, riesce inspiegabilmente a forzare la rete di difesa satellitare approntata intorno alla Terra dagli scienziati Mike Layton e Diana Green, e si dirige verso il pianeta degli umani. Gli alieni provengono dal pianeta Gona e hanno intenzione di colonizzare la Terra.
Il progresso tecnico indiscriminato dei goniani ha compromesso la salubrità del loro pianeta che è stato abbandonato e distrutto e i loro corpi sono in pieno disfacimento. Per questo hanno bisogno di un nuovo pianeta abitabile e dei corpi umanoidi che possano ospitare le loro menti. I goniani hanno iniziato la colonizzazione della Terra già da tempo e sostituito molti terrestri che, infatti, avevano sabotato il sistema di difesa satellitare e reso possibile il passaggio della nave aliena, e niente sembra poterli fermare.
Per fortuna, dal pianeta Ganimede, arrivano due alieni che combattono i goniani nel loro peregrinare, Irk e Azar, che aiuteranno gli umani. Quest'ultimo ha le sembianze di un bellissimo fanciullo, in realtà è un robot creato da Irk e dotato di una micidiale arma laser. Grazie all'aiuto dei due ganimediani, al sacrificio di Azar e di molti umani e al ripristino del sistema di difesa satellitare, i goniani vengono sconfitti e i sopravvissuti si danno alla fuga.

## Produzione
I costumi, gli effetti speciali e parte del cast furono riutilizzati dai precedenti film per ridurre al minimo i costi.
Il regista Alfonso Brescia ha dedicato al tema dello spazio tre pellicole:
- Anno zero - Guerra nello spazio (1977)
- La guerra dei robot (1978)
- Cosmo 2000 - Battaglie negli spazi stellari (1978)

## Distribuzione
Il film fu distribuito negli Stati Uniti col titolo Cosmos: War of the Planets. Il titolo francese è La bataille des étoiles.
Un titolo italiano alternativo è Cosmo 2000 - l'invasione degli extra-corpi; il visto censura è il n.71425 del 21-01-1978.

## Accoglienza

### Critica
(Fantafilm)